# Данциг, Евелина Марковна
Евелина Марковна Данциг (12 октября 1932, Ленинград — 20 февраля 2022) — советский и российский энтомолог, доктор биологическихнаук (1981), крупный специалист по кокцидам и алейродидам (Homoptera: Coccinea, Aleyrodinea), один из старейших сотрудников Лаборатории систематики насекомых Зоологического института РАН.

## История
Родилась 12 октября 1932 года в Ленинграде. Отец (Марк Арьевич Данциг) работал на Главпочтамте, в годы Великой Отечественной войны ушёл в ополчение и погиб под Пулково в 1941 году. Дедушка был инженером, российским подданным и некоторое время работал в Париже с Эйфелем. Затем вернулся в Россию и строил железную дорогу Москва — Екатеринбург. В мае 1941 года Е.Данциг окончила первый класс школы. Мама (Роза Вениаминовна Ривлина) работала музыкальным воспитателем в детском интернате. В годы Великой Отечественной войны была вместе с маминым интернатом в эвакуации на станции Шабалино в Кировской области, навещала раненых в госпитале (в 1944 году вернулись в Ленинград).
Окончила Пушкинский сельскохозяйственный институт. С 1960 года работала в Зоологическом институте РАН.
Более шести десятилетий изучала фауну и систематику опасных вредителей из группы червецов и щитовок, открыла и описала несколько десятков новых для науки видов. C 1965 по 2006 годы была официальным куратором коллекции кокцид в Зоологическом институте.
Данциг подготовила разделы по кокцидам в фундаментальных определителях насекомых Европейской части СССР и Дальнего Востока. Монография «Кокциды Дальнего Востока СССР» (1980) переведена на английский язык и переиздана в 1986 году. В рамках международного проекта Fauna Europaea подготовила базу данных по кокцидам Европы. В 2001 году Данциг была удостоена Международного диплома за вклад в изучение кокцид.
В 2006 вышла на пенсию, но по 2015 год продолжала исследовательскую работу.
Скончалась 20 февраля 2022 года на 90-м году жизни.
В честь Евелины Марковны Данциг коллеги назвали несколько новых видов насекомых, в том числе:
- Antonina evelynae Gavrilov, 2003[6]
- Diaspidiotus danzigae Kuznetzov, 1976[7]
- Heliococcus danzigae Bazarov, 1974[8]
- Phenacoccus evelynae Tereznikova, 1975
- Trionymus danzigae (Kozar et Kosztarab, 1976)[9]

Виды, впервые открытые и описанные Е. М. Данциг :
- Physokermes inopinatus Danzig & Kozár, 1973 (Coccidae)
- Anophococcus herbaceus Danzig, 1962 (Eriococcidae)
- Greenisca brachypodii Borchsenius & Danzig, 1966  (Eriococcidae)
- Rhizococcus micracanthus Danzig, 1975  (Eriococcidae)
- Atrococcus bejbienkoi Kozár & Danzig, 1976 (Pseudococcidae)
- Boreococcus ingricus Danzig, 1960 (Pseudococcidae)
- Peliococcus rosae Danzig, 2001 (Pseudococcidae)
- другие

## Труды
В период своей научной деятельности Е. М. Данциг опубликовала около 130 научных работ, в том числе несколько крупных монографий, например, три тома в серии «Фауна России и сопредельных стран» (Данциг, 1980, 1993; Данциг, Гаврилов-Зимин, 2014, 2015).
- Данциг Е. М. Кокциды Дальнего Востока СССР (Homoptera, Coccinea). (С анализом филогении кокцид мировой фауны). — Ленинград: Наука, 1980. — 368 с. — (Определители по фауне СССР, издаваемые Зоолoгическим институтом АН СССР. Вып. 124).

- Данциг Е. М. Подотряд кокциды (Coccinea). Семейства Phoenicococcidae и Diaspididae // Фауна России и сопредельных стран. Насекомые хоботные. — СПб.: Наука, 1993. — Т. 10. — 452 с. — (Новая серия № 144). — 600 экз. — ISBN 5-02-025991-8.

- Данциг Е. М., Гаврилов-Зимин И. А. Псевдококциды (Homoptera: Coccinea: Pseudococcidae) Палеарктики. Часть 1. Подсемейство Phenacococcinae. — СПб.: ЗИН РАН, 2014. — 678 с. — (Фауна России и сопредельных стран. Насекомые хоботные. Новая серия № 148). — ISBN 978-5-98092-050-0.

- Данциг Е. М., Гаврилов-Зимин И. А. Псевдококциды (Homoptera: Coccinea: Pseudococcidae) Палеарктики. Часть 2. Подсемейство Pseudococcinae. — СПб.: ЗИН РАН, 2015. — 619 с. — (Фауна России и сопредельных стран. Насекомые хоботные. Новая серия № 149). — ISBN 978-5-98092-052-4.

- Данциг Е. М. 1959. К фауне кокцид (Homoptera, Coccoidea) Ленинградской области. Энтомологическое обозрение, 38: 443—455.

- Данциг Е. М. К фауне алейродид и кокцид (Homoptera: Aleyrodidea, Coccoidea) Монголии. Насекомые Монголии. – 1972. – Т. 1. – С. 325–348.

- Данциг Е. М. Новый  своеобразный  вид  мучнистого   червеца  (Homoptera, Coccoidea, Pseudococcidae) из низовий Аму-Дарьи. Зоологический журнал – 1974. – Т. 53, вып. 2. – С. 290–292.

- Данциг Е. М. Новые  для  Монголии  виды  мучнистых  червецов  (Homoptera, Coccoidea, Pseudococcidae). Насекомые Монголии. – 1975. – Т. 3. – С. 48–55.

- Данциг Е. М. К фауне кокцид (Homoptera, Coccoidea) Северной и Восточной Монголии. Насекомые Монголии. – 1977. – Т. 5. С. 196–202.

- Данциг Е. М. 1978. К фауне кокцид (Homoptera, Coccoidea) Южного Сахалина и Кунашира. Труды биолого-почвенного института. ДВНЦ АН СССР, новая серия, 50: 3—23.

- Данциг Е. М. 1999. Кокциды рода Puto Signoret (Homoptera, Coccoidea) России и сопредельных стран. Энтомологическое обозрение, 58: 79—91.

- Данциг Е. М. 2007. Мучнистые червецы рода Fonscolombia Licht. (Homoptera, Pseudococcidae) фауны России и сопредельных стран. Энтомологическое обозрение, 86: 363—377. https://doi.org/10.1134/S0013873806020084

- Данциг Е. М. 2007. Мучнистые червецы рода Heliococcus Šulc (Homoptera, Pseudococcidae) фауны России и сопредельных стран. Энтомологическое обозрение, 86: 567—609.

- Данциг Е. М., Гаврилов И. А. 2005. К систематике и цитогенетике некоторых видов кокцид (Homoptera: Coccoidea) из Воронежа. Энтомологическое обозрение, 84: 527—530.

- Данциг, Е.М., Пржиборо, А.А. 1995. К фауне кокцид (Homoptera: Coccinea) приливно-отливной зоны Белого моря. Энтомологическое обозрение, – 1995. – Т. 74. – С. 373–375.

- Gavrilov-Zimin, I. A. & Danzig, E. M. 2012. Taxonomic position of the genus Puto Signoret (Homoptera: Coccinea: Pseudococcidae) and separation of higher taxa in Coccinea. Zoosystematica Rossica 22(1): 97-111 pdf